# Chushu
Chǔshǔ (pīnyīn), Shosho (rōmaji) eller Cheoseo (romaja) (traditionell kinesiska: 處暑; förenklad kinesiska: 处暑; japanska: 処暑; koreanska: 처서; vietnamesiska: Xử thử; bokstavligen ”värmen avtar”) är den fjortonde solarperioden i den traditionella östasiatiska lunisolarkalendern (kinesiska kalendern), som delar ett år i 24 solarperioder (節氣). Chushu börjar när solen når den ekliptiska longituden 150°, och varar till den når longituden 165°. Termen hänvisar dock oftare till speciellt den dagen då solen ligger på exakt 150° graders ekliptisk longitud. I den gregorianska kalendern börjar chushu vanligen omkring den 23 augusti och varar till omkring den 7 september.

## Pentader
Varje solarperiod kan indelas i tre pentader (候): Första pentaden (初候), andra pentaden (次候) och sista pentaden (末候). Ett år har alltså 72 pentader och för chushu gäller:
- Första pentaden: 鷹乃祭鳥 (”örnar dyrkas fåglarna”)
- Andra pentaden: 天地始肅 (”himmel och jord börjar dra sig tillbaka”) – syftar på slutet av sommaren
- Sista pentaden: 禾乃登 (”säden är mogen”)